# X.509
X.509 – standard definiujący schemat dla certyfikatów kluczy publicznych, unieważnień certyfikatów oraz certyfikatów atrybutu służących do budowania hierarchicznej struktury PKI. Kluczowym elementem X.509 jest urząd certyfikacji, który pełni rolę zaufanej trzeciej strony w stosunku do podmiotów oraz użytkowników certyfikatów.
Koncepcja certyfikatów, ich ważności oraz odwoływania została przedstawiona po raz pierwszy w 1978 roku przez Lorena Kohnfeldera. Pierwsza wersja standardu X.509 została opublikowana w 1988 roku.
Oryginalny standard X.509 jest redagowany przez ITU-T i opisuje strukturę certyfikatu, listy CRL oraz certyfikatu atrybutu. Standardy o identycznej lub zbliżonej treści są również publikowane przez następujące organizacje normalizacyjne:
- IETF w ramach grupy roboczej PKIX. Aktualna wersja standardu IETF to RFC 5280[3] (certyfikat klucza publicznego i CRL) oraz RFC 5755[4] (certyfikat atrybutu)
- ISO jako ISO/IEC 9594-8:2005[5]
- Polski Komitet Normalizacyjny jako PN-ISO/IEC 9594-8:2006[6]